# Friedo Solter
Friedo Solter, auch Frido Solter, (* 24. Juli 1932 in Reppen, Landkreis Weststernberg; † 14. Februar 2023 auf Usedom) war ein deutscher Bühnenregisseur, Oberspielleiter, Dozent sowie Film- und Theater-Schauspieler.

## Leben
Friedo Solter absolvierte seine Schauspielausbildung an der Staatlichen Schauspielschule Berlin in Berlin-Schöneweide. Während seiner Studienzeit war er Regiehospitant bei Bertolt Brecht am Berliner Ensemble. Diese Erfahrungen prägten Solters eigenen späteren Inszenierungsstil.
Nach Abschluss seiner Ausbildung ging Solter 1955 zunächst zu Horst Schönemann an das Theater der Bergarbeiter in Senftenberg. Von 1956 bis 1959 war er Ensemblemitglied am Meininger Theater. Dort spielte er unter anderem den Macheath in Die Dreigroschenoper von Brecht und Kurt Weill. Unter der Leitung von Wolfgang Langhoff wurde Solter 1959 an das Deutsche Theater in Berlin engagiert. Solter war dort von 1959 bis 1970, dann wieder von 1972 bis 2001 als Schauspieler und Regisseur tätig. Unter der Intendanz von Dieter Mann war er von 1984 bis 1991 künstlerischer Leiter und Chefdramaturg am Deutschen Theater. Von 1970 bis 1972 arbeitete er beim Deutschen Fernsehfunk als Regisseur und Dramaturg.
Am Deutschen Theater spielte Solter 1960 an der Seite von Hans-Peter Minetti den Just in Minna von Barnhelm von Gotthold Ephraim Lessing. 1961 übernahm er die Rolle des Söller in Die Mitschuldigen von Johann Wolfgang von Goethe, 1962 folgte die Titelrolle in Wilhelm Tell von Friedrich Schiller. Weitere Rollen war unter anderem König Claudius in Hamlet von William Shakespeare und der Hofrat Podkelessin in Nikolai Gogols Die Heirat.
Ab 1964 arbeitete Solter regelmäßig auch als Regisseur am Deutschen Theater. Wichtige Inszenierungen Solters waren Der Stellvertreter von Rolf Hochhuth, Nathan der Weise von Lessing (beide 1966, den Nathan nochmals 1987), Amphitryon (1972) von Peter Hacks, König Lear (1976) und Der Sturm (1974) von Shakespeare, Torquato Tasso (1975) von Goethe und Das Leben ein Traum von Calderón. Spätere Inszenierungen waren 1997 Alte Meister nach dem Roman von Thomas Bernhard und 1998 Empfindliches Gleichgewicht von Edward Albee.
Ab 1976 konnte Solter auch im Westen arbeiten. Von 1978 bis 1980 führte er Regie am Schauspiel Bonn. Unter seiner Leitung entstanden dort Inszenierungen von Der Besuch der alten Dame von Friedrich Dürrenmatt, Elektra von Sophokles und Mann ist Mann von Bertolt Brecht. 1985 folgte Nathan der Weise in Darmstadt. Regelmäßig inszenierte Solter zwischen 1994 und 1999 auch am Deutschen Theater in Göttingen. Gastinszenierungen übernahm Solter unter anderem auch am Stadttheater Ingolstadt. Dort inszenierte er 1995 Brechts Der gute Mensch von Sezuan und in der Spielzeit 2000/2001 Shakespeares König Lear.
Ab 2001 war Solter weiterhin als gefragter Gastregisseur an verschiedenen Theatern tätig. Am Stadttheater Ulm inszenierte er 2001 den Hamlet von William Shakespeare, 2002 Die letzten Tage der Menschheit von Karl Kraus. 2006 brachte Solter am Staatstheater Schwerin das Drama Wassa Schelesnowa von Maxim Gorki heraus. In Meiningen übernahm er in der Spielzeit 2006/2007 die Regie bei Onkel Wanja von Anton Tschechow, in der Spielzeit 2007/2008 bei Shakespeares Othello.
Die Schwerpunkte von Solters künstlerischer Tätigkeit lagen eindeutig beim Theater. Solter spielte ab den 1960er Jahren aber auch in einigen Kinofilmen und Fernsehfilmen mit, meist in Historienfilmen. 1970 spielte er den Inspektor Varney in dem Krimi-Zweiteiler Der Mörder sitzt im Wembley-Stadion. Als herausragend gilt seine Interpretation der Titelrolle in der TV-Produktion von Dantons Tod 1977 für das Fernsehen der DDR. 1978 spielte er den Napoléon Bonaparte in dem DDR-Fernseh-Mehrteiler Scharnhorst. In dem DDR-Spielfilm Martin Luther übernahm er 1983 die Rolle von Martin Luthers Lehrer Karlstadt. 1990 spielte er in einer der letzten Fernsehproduktionen der DDR, in Marie Grubbe nach der Erzählung von Jens Peter Jacobsen.
Solter war Schauspiellehrer und Dozent an der Hochschule für Schauspielkunst „Ernst Busch“ Berlin. Er gehörte zu den Begründern des Instituts für Schauspielregie an dieser Hochschule. Als Auszeichnung für sein künstlerisches Wirken wurde ihm von der Hochschule für Schauspielkunst „Ernst Busch“ der Titel Professor verliehen. 1989 wurde Solter mit dem Nationalpreis der DDR I. Klasse für Kunst und Literatur ausgezeichnet.

## Darstellung Solters in der bildenden Kunst
- Eva-Maria Viebeg (* 1948): Friedo Solter (1975, Öl)[7]

## Filmografie
- 1963: Christine – Regie: Slatan Dudow
- 1964: Der Neue (TV) – Regie: Gerhard Respondek
- 1964: Als Martin vierzehn war – Regie: Walter Beck
- 1967: Ein Lord am Alexanderplatz – Regie: Günter Reisch
- 1969: Drei von der K (TV) – Regie: Christian Steinke
- 1969: Nathan der Weise
- 1970: Meine Stunde Null – Regie: Joachim Hasler
- 1970: Der Mörder sitzt im Wembley-Stadion (TV) – Regie: Gerhard Respondek
- 1972: Sechse kommen durch die Welt – Regie: Rainer Simon
- 1974: Rückkehr als Toter (TV) – Regie: Ingrid Sander
- 1974: Leben mit Uwe – Regie: Lothar Warneke
- 1974: Johannes Kepler – Regie: Frank Vogel
- 1975: Till Eulenspiegel – Regie: Rainer Simon
- 1977: Unterwegs nach Atlantis – Regie: Siegfried Kühn
- 1977: Dantons Tod (Studioaufzeichnung)
- 1979: Scharnhorst (TV-Mehrteiler) – Regie: Wolf-Dieter Panse
- 1983: Martin Luther (TV) – Regie: Kurt Veth
- 1983: Das Luftschiff – Regie: Rainer Simon
- 1985: Torquato Tasso – Regie (Theateraufzeichnung)
- 1987: Wallenstein – Regie (Theateraufzeichnung)
- 1990: Marie Grubbe (TV) – Regie: Christian Steinke

## Theater

### Schauspieler
- 1956: Aurel Baranga: Das tolle Lamm – Regie: Horst Schönemann (Stadttheater Senftenberg)
- 1960: Erwin Strittmatter: Die Holländerbraut – Regie: Benno Besson (Deutsches Theater Berlin)
- 1961: Anton Tschechow: Der Kirschgarten (Jascha) – Regie: Wolfgang Heinz (Deutsches Theater Berlin)
- 1961: Günter Weisenborn Die Illegalen (SD-Kommissar) – Regie: Ernst Kahler/Horst Drinda (Deutsches Theater Berlin – Kammerspiele)
- 1962: Friedrich Schiller: Wilhelm Tell (Wilhelm Tell) – Regie: Wolfgang Langhoff (Deutsches Theater Berlin)
- 1962: Peter Hacks: Die Sorgen und die Macht (Ziedewang) – Regie: Wolfgang Langhoff (Deutsches Theater Berlin)
- 1962: Nikolai Pogodin: Der Mann mit dem Gewehr (Iwan Schadrin) – Regie: Horst Schönemann (Deutsches Theater Berlin)
- 1965: Leo Tolstoi: Krieg und Frieden (Napoleon) – Regie: Wolfgang Heinz/Hannes Fischer (Deutsches Theater Berlin)
- 1967: Maxim Gorki: Feinde (Skrobotow) – Regie: Wolfgang Heinz (Deutsches Theater Berlin)
- 1967: Nikolai Gogol: Heirat (Hofrat Podkoljessin) – Regie: Hans-Diether Meves (Deutsches Theater Berlin – Kammerspiele)
- 1969: Matthias Braun (nach Euripides): Die Troerinnen (Menelaos) – Regie: Wolfgang Heinz (Deutsches Theater Berlin)
- 1970: Hans Magnus Enzensberger: Das Verhör von Habana (Freier Marktwirt) – Regie: Manfred Wekwerth (Deutsches Theater Berlin)

### Regie (Auswahl)
- 1967: Friedhold Bauer: Baran oder die Leute im Dorf (Deutsches Theater Berlin – Kammerspiele)
- 1968: Ariano Suassuna: Das Testament eines Hundes (Deutsches Theater Berlin)
- 1969: Günther Rücker: Der Herr Schmidt (Deutsches Theater Berlin)
- 1969: Günther Rücker: Der Nachbar des Herrn Pansa (Deutsches Theater Berlin)
- 1974: William Shakespeare: Der Sturm (Deutsches Theater Berlin)
- 1978: Heinz Kahlau/Reiner Bredemeyer: Die Galoschenoper (Deutsches Theater Berlin)
- 1980: Helmut Bez: Jutta oder die Kinder von Damutz (Deutsches Theater Berlin im Plenarsaal der Akademie der Künste)
- 1980: Sophokles: Elektra (Deutsches Theater Berlin im Plenarsaal der Akademie der Künste)
- 1984: Friedrich Schiller: Wallenstein (Deutsches Theater)
- 1984: Michail Bulgakow: Die letzten Tage (Puschkin) (Theater im Palast)
- 1985: Pedro Calderón de la Barca: Das Leben ist Traum (Deutsches Theater Berlin)
- 1986: Johann Wolfgang von Goethe: Egmont (Deutsches Theater Berlin)
- 1990: Maxim Gorki: Nachtasyl (Deutsches Theater Berlin)

## Hörspiele
- 1965: Peter Weiss: Die Ermittlung – Regie: Wolfgang Schonendorf (Rundfunk der DDR)
- 1969: Fritz Selbmann: Ein weiter Weg (Maikowski) – Regie: Fritz-Ernst Fechner (Hörspiel (8 Teile) – Rundfunk der DDR)
- 1970: Autorenkollektiv: Gespräche an einem langen Tag – Regie: Detlef Kurzweg (Hörspiel – Rundfunk der DDR)
- 1970: Alexej Sergej: Der Sohn des Riesen (Andrej) – Regie: Manfred Täubert (Kinderhörspiel – Rundfunk der DDR)
- 1971: Gerhard Rentzsch: Das Amulett Regie: Wolf-Dieter Panse (Hörspiel (6 Teile)  – Rundfunk der DDR)
- 1976: Helmut Bez: Zwiesprache halten (Bruno) – Regie: Joachim Staritz (Hörspiel – Rundfunk der DDR)
- 1976: Inge Meyer: Rödelstraße 14 (Oberleutnant der K.) – Regie. Barbara Plensat (Hörspiel aus der Reihe: Tatbestand, Folge 7 – Rundfunk der DDR)
- 1978: Ödön von Horváth: Kasimir und Karoline (Rauch) – Regie: Werner Grunow (Hörspiel – Rundfunk der DDR)
- 1983: Lion Feuchtwanger: Erfolg (Justizminister Klenk) – Regie: Werner Grunow (Hörspiel – Rundfunk der DDR)
- 1984: Walter Stranka: Khalid und die Königin von Saba (Samuel Kreuz) – Regie: Manfred Täubert (Kinderhörspiel – Rundfunk der DDR)